# City of London Police
La Policía de la City de Londres (en inglés: City of London Police, CoLP), creada en 1832 como London City Police y conocida desde 1839 por su nombre actual, es el cuerpo de policía de la City de Londres, Inglaterra (Reino Unido).

## Historia
Hasta 1840 tenía su sede en Guildhall, trasladándose en esa fecha a 26 Old Jewry y de allí a su sede actual en Wood Street en 2001.
A fecha de 2010, el cuerpo consiste de una plantilla de 850 agentes, con 406 civiles de apoyo para tareas administrativas, etc.
A diferencia del Servicio de Policía Metropolitana, con sede en New Scotland Yard, y que no tiene jurisdicción en Londres, la Policía de la Ciudad de Londres depende del Tribunal del Consejo Común de la Corporación de Londres.

## Especializaciones
Aunque la ciudad, como destino turístico, sufre delitos menores como el robo de bolsos y teléfonos móviles, debido a su figura como centro financiero internacional, el cuerpo está especializado en dos tipos de delitos más serios: la lucha contra el fraude y la lucha contra el terrorismo.

### National Fraud Intelligence Bureau
Creada en 2010, la oficina de lucha contra el fraude financiero está formado por especialistas de la Policía de la Ciudad de Londres. Es, junto con otras agencias como la Serious Fraud Office (SFO), la National Fraud Authority (NFA) y la Serious Organised Crime Agency (SOCA), una de las piezas claves en la lucha contra el fraude de todo tipo.